# Tournoi de tennis de Long Beach
Le tournoi de Long Beach (Californie, États-Unis) est un tournoi de tennis féminin du circuit professionnel WTA.
Deux éditions du tournoi ont été organisées en 1971 et 1972.

## Palmarès

### Simple
| No | Date       | Nom et lieu du tournoi                        | Catégorie   | Dotation | Surface    | Vainqueure       | Finaliste      | Score          |         |
| -- | ---------- | --------------------------------------------- | ----------- | -------- | ---------- | ---------------- | -------------- | -------------- | ------- |
| 1  | 14-01-1971 | BJ King Invitation, Long Beach                |             | 14 000 $ | Dur (int.) | Billie Jean King | Rosie Casals   | 6-1, 6-2       | Tableau |
| 2  | 19-01-1972 | Independent Press-Telegram Champs, Long Beach | WT Pro Tour | 17 000 $ | Dur (ext.) | Rosie Casals     | Françoise Dürr | 6-2, 6-74, 6-3 | Tableau |

### Double
| No | Date       | Nom et lieu du tournoi                       | Catégorie   | Dotation | Surface    | Vainqueures                   | Finalistes                      | Score         |         |
| -- | ---------- | -------------------------------------------- | ----------- | -------- | ---------- | ----------------------------- | ------------------------------- | ------------- | ------- |
| 1  | 14-01-1971 | BJ King Invitation Long Beach                |             | 14 000 $ | Dur (int.) | Billie Jean King Rosie Casals | Ann Haydon-Jones Françoise Dürr | 7-5, 6-3      | Tableau |
| 2  | 19-01-1972 | Independent Press-Telegram Champs Long Beach | WT Pro Tour | 17 000 $ | Dur (ext.) | Rosie Casals Virginia Wade    | Helen Gourlay Karen Krantzcke   | 6-4, 5-7, 7-5 | Tableau |